# 蘿西·哈特

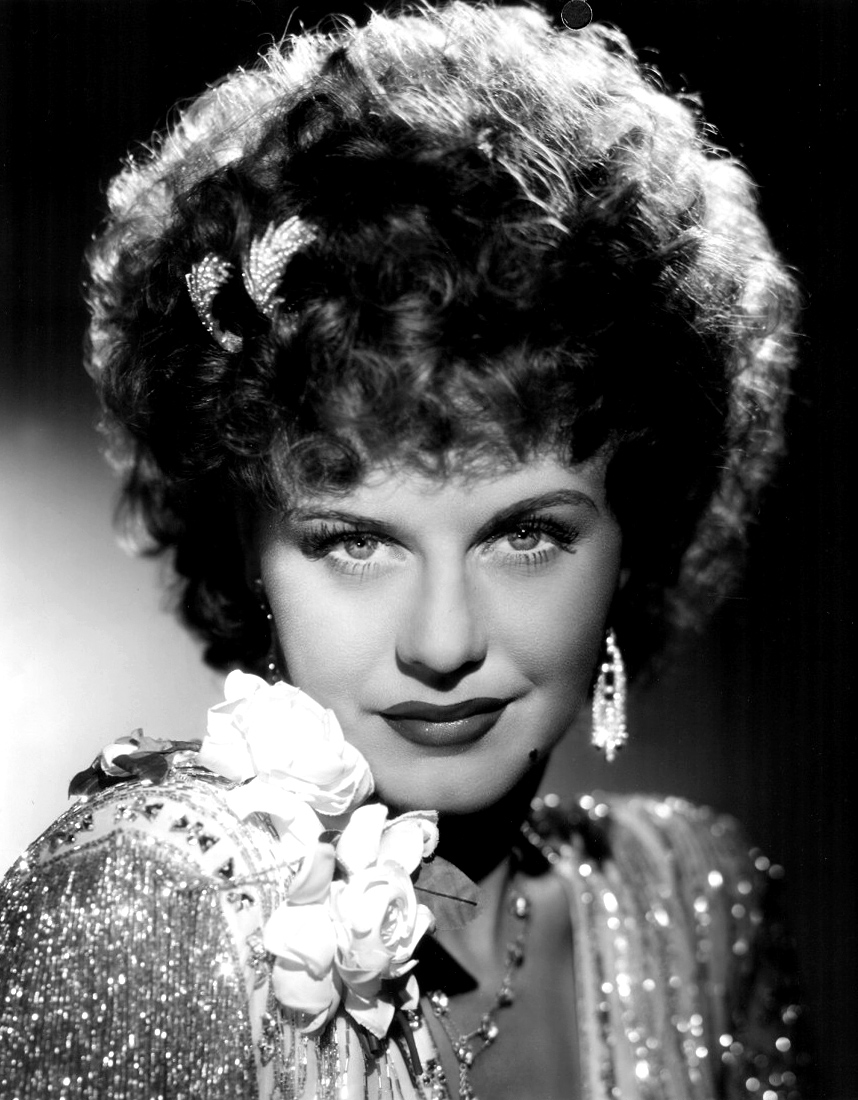
1942年電影《艷姬逢春》中由琴吉·羅傑斯飾演蘿西·哈特

蘿桑尼·「蘿西」·哈特（Roxanne "Roxie" Hart）是一名在1926年舞台劇《芝加哥》中的虛構主角。

## 開發
劇作家、記者莫琳·達拉斯·瓦特金斯受到真實事件的1924年貝拉·阿南和碧娃·加特納的謀殺罪審判而啟發，瓦特金斯為《芝加哥論壇報》報導她們（兩位女人都被判無罪）。蘿西·哈特是以貝拉·阿南作基礎而成的。

## 改編版本
該舞台劇於1926年在百老匯表演，並且演出了172場。碧娃·加特納有份參加《芝加哥》的開幕禮。舞台劇的改編作品包括：
- 《芝加哥》，1927年的無聲電影，菲利斯·赫佛（英语：Phyllis Haver）飾演蘿西
- 《艷姬逢春（英语：Roxie Hart (film)）》，1942年的電影，琴吉·羅傑斯飾演蘿西
- 《芝加哥》，1975年的百老匯音樂劇，格溫·沃頓（英语：Gwen Verdon）飾演蘿西
- 《芝加哥》，2002年奧斯卡金像獎得獎電影，改編1975年音樂劇，雲妮·絲維嘉飾演蘿西[2]，嘉芙蓮·薛達-鍾斯飾演敵對的薇瑪·姬利（英语：Velma Kelly），李察·基爾飾演律師比利·弗林（英语：Billy Flynn (Chicago)）